# Samuil Covarschi
Samuil Covarschi a fost un politician moldovean, ales în Sfatul Țării. 

## Sfatul Țării
Samuil Covarschi, de naționalitate evreu, a fost ales în Sfatul Țării de organizația evreiască socialistă Bund din Chișinău.